# Pandemonium (Venlose band)
Pandemonium was een hardcorepunkband uit Venlo (Nederland) met een Scandinavische muziekstijl. Kenmerkend was de energieke en felle muziekstijl. In de punkscene waren zij vanwege hun zeer jonge leeftijd een opvallende verschijning.

## Biografie
Pandemonium begon in 1981 met Danny en Peter, kort daarna aangevuld met Rowdy. Zij waren sinds de kleuterschool bevriend. Op de leeftijd van dertien jaar zagen ze een optreden van de UK Subs waarna zij besloten ook een punkband te beginnen. Vanwege hun zeer jonge leeftijd was Pandemonium een opvallende verschijning in de punkwereld. Een jaar later werd Mat van het Limbabwe label toegevoegd aan de band. Hij maakte muziekopnamen en bracht een democassette uit, maar organiseerde ook optredens in Nederland en Duitsland. Een nummer kwam op de verzamel-lp "Als Je Haar Maar Goed Zit" van Vögelspin, kort gevolgd door een 7 inch-ep Who the Fuck Are You?. De plaat ging wereldwijd maar grote naamsbekendheid verwierven ze met de eerste lp, Wir Fahren Gegen Dreck, die in 1984 uitgebracht werd. Optredens volgden daarna in Duitsland, België, Italië, Joegoslavië en Spanje.
In 1986 kwam een einde aan de band. Het was Peters beslissing om ermee te stoppen, Danny en Rowdy waren het daar mee eens. Danny ging daarna drummen in de band GORE en speelde later met Caspar Brotzmann en Dee Dee Ramone. Rowdy drumde een tijdje in de Italiaanse band Negazione, Mat begon een eigen opnamestudio, het label Limbabwe bestaat nog. In 1987 deed Pandemonium nog een reünieoptreden met Hans Dulfer tijdens een benefietconcert voor een jeugdcentrum. Peter bracht in 2007 nog een autobiografisch boekje uit genaamd "Indigo Blue and Red Impact".

## Bandleden
- Danny - gitaar
- Rowdy - drums
- Peter - basgitaar en zang

## Discografie
- De Pandemonium affaire (tape) - Limbabwe, 1982
- Who the fuck are you 7" - Limbabwe, 1983
- Ongewassen onzin tape - Limbabwe, 1983
- Wir fahren gegen dreck - Limbabwe, 1984
- Wir fahren ins grune 7" - Limbabwe, 1985
- Are you the one who's getting fucked? (lp) - Limbabwe, 1986

### Andere projecten
- Als je haar maar goed zit... Nr. 2 - Vögelspin, 1983, "Wir Fahren Gegen Nazi's", "Traffic Lights", "Bad Dream"
- Vlaaikots (tape) - Limbabwe, 1982, "Zukunft", "Wir fahren gegen Nazi's", "Fucktrix"
- Holland hardcore 2nd attack (tape) - Er is hoop, 1984
- P.E.A.C.E. (dubbel-lp) - R Radical, 1984, "Pay for Shit"
- V.H.C. (7") - 1984
- Babylon: bleibt fahren (lp) - Babylon Bleibt Fahren, 1985, "Feelings Won't Change", "Mit Schwarzer Fahne"
- Money makes justice (7") - Limbabwe, 1985
- EMMA (dubbel-lp) - M.A. Draje, 1986
- Empty skulls vol. 2 (lp) - Fartblossom, 1986, "Wir Gegen Fahren Nazis", "Sucks to this Wall"
- Going nowhere slow (lp) - Double A, 1990, "No Place for Me"